# Eksplorator gier
Eksplorator gier (Windows Game Explorer) – specjalny folder w Windows Vista i Windows 7, który wyświetla informacje o zainstalowanych grach komputerowych i pozwala na łatwy dostęp do nich. Umożliwia także dostęp do serwisów dostawców gier, takich jak np. Games for Windows Marketplace.
System automatycznie wykrywa zainstalowane gry na komputerze, umieszcza skróty do nich w Eksploratorze, a następnie pobiera z bazy danych Allgame okładkę i informacje. Gry które nie zostały wykryte można łatwo dodać poprzez przeciągnięcie skrótu aplikacji do okna folderu Eksploratora gier.
Eksplorator wyświetla także ogólną informacje o wymaganiach sprzętowych danego w formie indeksu wydajności, który można porównać z współczynnikiem wydajności własnego komputera.
Pojawia się także informacja o treściach nieodpowiednich na dzieci, dzięki czemu rodzice – przy pomocy wbudowanego w system mechanizmu kontroli rodzicielskiej – mogą blokować, według wcześniej zdefiniowanych reguł, dostęp do wybranych gier.